# Horní Dubenky
Horní Dubenky är en ort i Tjeckien.   Den ligger i regionen Vysočina, i den centrala delen av landet, 110 km sydost om huvudstaden Prag. Horní Dubenky ligger 668 meter över havet och antalet invånare är 639.
Terrängen runt Horní Dubenky är platt åt nordväst, men åt sydost är den kuperad. Runt Horní Dubenky är det ganska glesbefolkat, med 32 invånare per kvadratkilometer. Närmaste större samhälle är Počátky, 5,6 km väster om Horní Dubenky. Omgivningarna runt Horní Dubenky är en mosaik av jordbruksmark och naturlig växtlighet.